# Sidney Gutierrez
Sidney McNeill "Sid" Gutierrez (Albuquerque, 27 de junho de 1951) é um ex-astronauta norte-americano, veterano de dois voos espaciais.
Piloto da Força Aérea dos Estados Unidos, foi instrutor de voo de T-38 entre 1975 e 1977 e a partir de 1978 integrante de um esquadrão tático de F-15 Eagle baseado no estado do  Novo México. Em 1981 formou-se como piloto de teste na Escola de Piloto de Teste da Força Aérea dos Estados Unidos, na Base Aérea de Edwards, na Califórnia.
Selecionado para o curso de astronauta da NASA em 1984, qualificou-se em 1985, assumindo funções em terra nos primeiros anos, estando envolvido nas investigações sobre o acidente do ônibus espacial Challenger em 1986. Foi ao espaço pela primeira vez em junho de 1991 para uma missão de nove dias na STS-40 Columbia, que levou à órbita o Spacelab Life Science. Esta missão constou apenas de experiências científicas dentro do laboratório.
Voltou ao espaço em 9 de abril de 1994 integrando a tripulação da STS-59 Endeavour, para uma missão de onze dias em órbita dedicada ao estudo do planeta Terra e de sua atmosfera, completando um total de vinte dias em órbita terrestre.